# Masana jezik
Masana jezik (“banana”, masa, massa, walia; ISO 639-3: mcn), čadski jezik skupine masa kojim govori oko 233 000 ljudi u Čadu i Kamerunu. Nešto preko jedne polovice (133 000; 2006) govornika živi u Čadu u regiji Mayo-Kebbi Est, duž rijeke Logone. Ostali (103 000; 1982 SIL) su u Kamerunu u provinciji Far North.
Jezik ima nekoliko dijalekata, to su yagwa (yagoua), bongor, wina (viri), walia (walya), domo, gizay (guissey, gisey), bugudum (budugum), gumay (goumaye) i ham. Pismo: latinica.

## Vanjske poveznice
- Ethnologue (14th)
- Ethnologue (15th)